# Узкоколейные железные дороги Армении
Первая узкоколейная железная дорога в Армении была открыта в 1906 году в Ереване, это была Эриванская городская конно-рельсовая дорога. Затем во время Первой мировой войны в срочном порядке сооружались военные узкоколейные железные дороги для перевозки солдат, оружия, боеприпасов и провизии Российской империи к русско-турецкому фронту (см. Закавказская железная дорога). Впоследствии эти железные дороги оказались на территории Турции, часть из них перешита на широкую колею, а другая разобрана.
Современные узкоколейные железные дороги Армении можно разделить на два вида:
- Детские железные дороги в крупных городах
- Промышленные железные дороги на промышленных предприятиях

## Ереван

### Эриванская городская конно-рельсовая дорога
В 1906 году в городе Эривань (ныне Ереван) была открыта городская конно-рельсовая дорога (конный трамвай) колеи 914 мм.
Конный трамвай был разрушен в 1918 году. В 1933 году в городе была открыта первая трамвайная линия широкой колеи.

### Ереванская детская железная дорога
Ереванская детская железная дорога, по имеющимся данным, является единственной в Республике Армения действующей узкоколейной железной дорогой колеи 750 мм. Она перестала в полной мере соответствовать определению «детская железная дорога» (по состоянию на 2001 год, на дороге работали взрослые).
Однако эта небольшая и красивая «узкоколейка» продолжает действовать в летние месяцы. Она является редким примером сохранения в независимой Армении транспортных объектов, доставшихся от СССР.
Ереванская детская железная дорога была открыта в 1937 году, став одной из первых в Советском Союзе. Строительство детской железной дороги стало своеобразным ответом Еревана своему вечному сопернику — грузинской столице Тбилиси, где детская железная дорога появилась двумя годами раньше.
Местом размещения детской железной дороги был выбран левый берег реки Раздан (Зангу), к западу от центра города. Отдельные участки трассы пришлось «прорубать» в скальном грунте.
Протяжённость дороги составила около 2 километров. Были построены две конечные станции и один промежуточный остановочный пункт.
В тяжелейшие для Армении 1990-е годы дорогу удалось сохранить. После относительной стабилизации политического и экономического положения на ереванской «узкоколейке» снова стало осуществляться движение поездов.
Тяговый подвижной состав был представлен тепловозом ТУ2-116 и паровозом 159—434, который работал на дороге со дня её открытия. Паровоз выглядит полузаброшенным. Когда происходила его последняя растопка — неясно. Никакого персонала на главной станции в зимнее время нет. Весь подвижной состав стоит под открытым небом.
Любопытным сооружением Ереванской детской железной дороги является «псевдотоннель», иногда называвшийся единственным тоннелем на детских железных дорогах СССР (впрочем, подобное сооружение имеется и на детской железной дороге в городе Запорожье). Тоннель является бутафорским — он построен на ровном месте, и представляет собой длинную каменную арку, обросшую деревьями.

## Гюмри

### Гюмрийская детская железная дорога
Ориентировочная дата открытия узкоколейной железной дороги — первая половина 1950-х годов. Узкоколейная железная дорога находилась на западной окраине города, приблизительно в 3 километрах от железнодорожного вокзала. Протяжённость узкоколейной железной дороги составляла около 2 километров. Имелся танк-паровоз Фт-4-028 и один тепловоз ТУ2, его номер к настоящему моменту не установлен.
7 декабря 1988 года в северных районах Армении произошло катастрофическое землетрясение. Город Ленинакан был сильно разрушен, на детской железной дороге было разрушено только здание локомотивного депо. Однако спустя некоторое время рельсовый путь было решено разобрать.
В 1990 году паровоз Фт-4-028 был перевезён в «Переславский железнодорожный музей» (посёлок Талицы Переславского района Ярославской области Российской Федерации).
По информации В. Назимкина, на март 2005 года, здание вокзала на бывшей главной станции детской железной дороги находится в хорошем состоянии, но используется не по назначению (его занимают различные организации, деятельность которых никак не связана с железнодорожным транспортом). Рядом со станцией стоят четыре разгромленных и обгоревших пассажирских вагона РАFAWAG.

## Вайоцдзорская область

### Гидротуннель Арпа — Севан
Узкоколейная железная дорога в гидротуннеле Арпа — Севан. Начальный пункт — населённый пункт Кечут, расположенный вблизи города Джермук, Вайоцдзорская область.
Протяжённость гидротуннеля Арпа — Севан составляет 49 километров (для сравнения: протяжённость тоннеля под проливом Ла-Манш составляет 51 километр, протяжённость самого длинного в мире тоннеля, соединяющего острова Хонсю и Хоккайдо (Япония) — 53,85 км).
Строительство тоннеля началось в 1960-х годах. Проходка была завершена в 1981 году.
Скорее всего, при строительстве тоннеля использовалась временная узкоколейная железная дорога.
По состоянию на 2006 год, ОАО «Арпасеван» (ранее — трест «Арпасеванстрой») ведёт строительство нового участка гидротуннеля — от реки Арпа до реки Воротан. Возможно, в строящемся тоннеле действует узкоколейная железная дорога.

## Котайкская область

### В окрестностях города Бюрегаван
Главным предприятием города Бюрегаван является камнеобрабатывающее предприятие «Варат» (продукция — кварцевый песок, мраморный порошок, щебень).
Возможно, узкоколейная железная дорога соединяла завод в Бюрегаване с карьерами и с железнодорожной линией широкой колеи.

### На стройплощадкеГюмушской ГЭС
Узкоколейная железная дорога на стройплощадке использовалась при строительстве гидротуннелей, действовала в 1950-х годах.

## Лорийская область

### Ахтальский горно-обогатительный комбинат
Узкоколейная железная дорога принадлежала (принадлежит) Ахтальскому горно-обогатительному комбинату.
Узкоколейная железная дорога пролегала (пролегает) по направлению Ахтала — шахта в окрестностях посёлка Шамлуг. Основное назначение узкоколейной железной дороги — доставка медной руды от шахты до комбината.
Возможно, ширина колеи составляла (составляет) 900 мм. Имеется тоннель протяжённостью почти 1 километр.
На протяжении 10 лет, с 1991 года до 2001 года, Ахтальский горно-обогатительный комбинат не работал. Судьба железной дороги неизвестна.

## Сюник

### Агаракский медно-молибденовый комбинат
На Агаракском медно-молибденовом комбинате находится подземная узкоколейная железная дорога, имеющая наземные участки. Ориентировочная дата открытия узкоколейной железной дороги — 1954 год.
Предполагаемая ширина колеи — 900 мм. Скорее всего, узкоколейная железная дорога электрифицирована.
По состоянию на 2004 год, узкоколейная железная дорога действует.
В 1990 году, когда будущее предприятия находилось под большим вопросом, были законсервированы работы по прокладке Транспортной штольни — подземного тоннеля, который должен был соединить открытый карьер непосредственно c обогатительной фабрикой.
По состоянию на 2003 год, работы по прокладке и электрификации штольни возобновлены. Эксплуатация тоннеля должна была начаться в течение 6-8 месяцев. Работы по прокладке штольни осуществляет ЗАО «Капанский Тоннель». По рельсовому полотну руда в вагонетках будет доставляться сразу на обогатительную фабрику, что позволит снять с повестки вопрос о необходимости приобретения новых машин и даст возможность экономии не только большого количества топлива, но и времени.